# Елизабет фон Ханау (1416–1446)
Елизабет фон Ханау (на немски: Elisabeth von Hanau; * 1416; † 20 февруари 1446) е графиня от Ханау и чрез женитба вилд- и рейнграфиня на Даун-Кирбург.

## Биография
Тя е дъщеря на граф Райнхард II фон Ханау-Мунценберг (1369 – 1451) и съпругата му графиня Катарина фон Насау-Байлщайн (1407 – 1459), дъщеря на граф Хайнрих II фон Насау-Байлщайн.
Елизабет умира на 20 февруари 1446 г. и е погребана в „Св. Йоханисберг“ при Кирн.

## Фамилия
Елизабет фон Ханау се омъжва на 28 януари или на 4 май 1432 г. за вилд- и рейнграф Йохан IV фон Даун-Кирбург (* пр. 1422; † 30 юни 1476), фогт в Елзас от 1445 г. Те имат децата:
- Йохан V (1436 – 1495), от 1476 граф на Залм и вилд- и рейнграф на Залм-Даун-Кирбург, женен на 14 ноември 1459 г. за графиня Йоханета фон Залм († 1496)
- Валпургис († 1493), омъжена I. на 30 септември 1457 г. за граф Куно фон Золмс-Лих († 1477), II. 1479 г. за граф Готфрид IX фон Епщайн († 1522)
- Герхард († 1490), домхер в Кьолн, Трир и Майнц, провост на Св. Паулин в Трир, канцлер на архиепископство Кьолн
- Фридрих († сл. 1477)
- Готфрид († сл. 1477)
- Катарина († 1473), абатиса в манастир Кларентал
- Маргарета († сл. 1514), абатиса в манастир Мариенберг, близо до Бопард
- Елизабет († 1513), абатиса в манастир Елтен
- Алайд († сл.1479), канониса в манастир Гересхайм.